# Cardioderma cor
El murciélago de nariz de corazón (Cardioderma cor) es una especie de murciélago microquiróptero de la familia Megadermatidae. Es la única especie de su género. Su área de distribución comprende Eritrea, Etiopía, Kenia, Somalia, Sudán, Tanzania, Uganda y Yibuti.
Su hábitat natural son las zonas de clima subtropical o los bosques tropicales secos, además de las zonas de arbustos, cuevas y desiertos.
Tiene un tamaño relativamente grande para tratarse de un microquiróptero, con una masa de entre 21 y 35 gramos y una longitud de 70 a 77 milímetros. El pelo que cubre el cuerpo es de color gris azulado. La especie no dispone de cola, pero la membrana interfemoral está bien desarrollada.